# Сатир відпочиває
Сатир відпочиває, також Сатир, що відповчиває (грец. Σάτυρος ἀναπαυόμενος; Satyros anapauomenos) — низка скульптур, присвячених юному Сатиру, які зазвичай пов'язують із давньогрецьким скульптором Праксітелем.
У світі відомо понад сто подібних робіт, найвідоміші з яких зберігаються в Капітолійських музеях.

## Короткий опис
Тип статуй «Сатир відпочиває» зображає молодого сатира, іноді званого фавном, який часто фігурує зі шкурою пантери, накинутої на тіло через плече або поміщеної на стовпі поряд з ним. Сатир перебуває в розслабленій позі, спираючись правим ліктем на стовбур дерева, і лівою опорною ногою; його права нога — зігнута. У деяких роботах реставратори додавали різні атрибути, серед яких були флейти чи сопілки, тоді як ліва рука перебуває на лівому стегні, підтримуючи шкуру. Риси обличчя Сатира чітко окреслені, волосся часто буває кучерявим і утримується шнуром або короною. За словами мистецтвознавиці Естель Герлл , «Сатір відпочиває» спочатку був виставлений на вулицях в Афінах.
У давньогрецькій міфології сатири — супутники Діоніса, бога виноградарства та виноробства, а також родючості та театру. Як послідовники Діоніса, сатири відомі своєю любов'ю до вина, жінок та гри на музичних інструментах — дудках чи флейтах. Сатири згадуються в гомерівських та орфічних гімнах, байках Езопа, творах Овідія та Вергілія. У ранньому грецькому мистецтві сатири часто зображалися грубими, літніми й негарними. Скульптору Праксітелю приписують створення у його роботах м'якшого і молодого типу сатира. Присутність шкури пантери на ньому означає зв'язок із живою природою. Включення до скульптури музичних інструментів зміцнює зв'язок сатира з Діонісом та його святами.
Дві копії «Сатира, що відпочиває» Праксітеля були знайдені в садах Саллюстія, де також було кілька скульптур Діонісія. Іншу копію статуї було знайдено на Віллі-Боргезе. Спочатку її помилково вважали скульптурою Діоніса. П'ята частина з приблизно 115 копій, що збереглися — це мініатюри. Порівняно з великомасштабними копіями цієї скульптури, мініатюри не мають рівні пропорції.
Скульптури «Сатира, що відпочиває» Праксітеля та інших скульпторів зберігаються в музеї Прадо (Іспанія); у Королівському замку, Варшава (Польща); в Ny Carlsberg Glyptotek, Копенгаген (Данія); в Археологічному музеї стародавньої Капуї у Санта-Марія-Капуа-Ветері (Італія), а також в багатьох інших місцях.

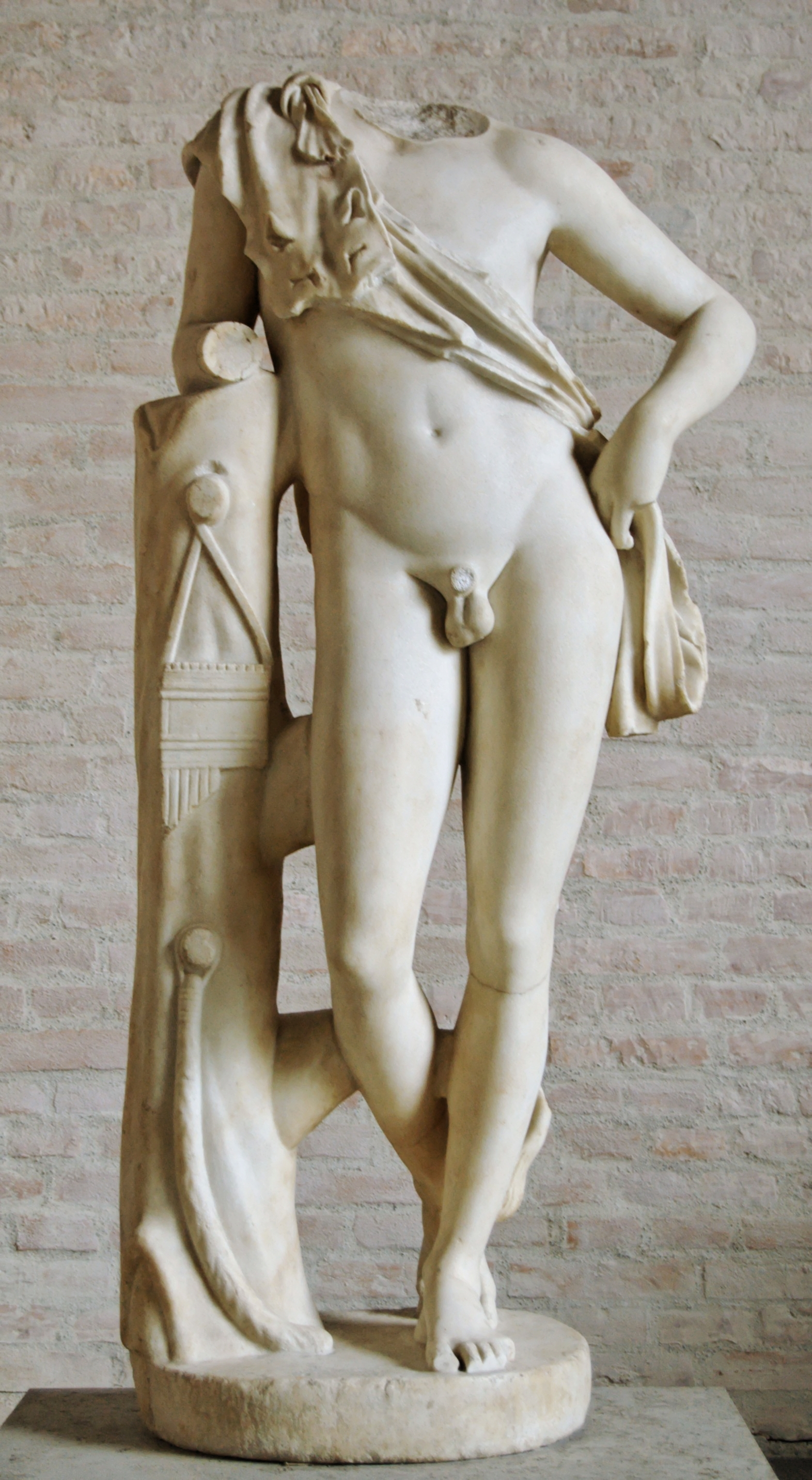
Мюнхенська гліптотека, Мюнхен
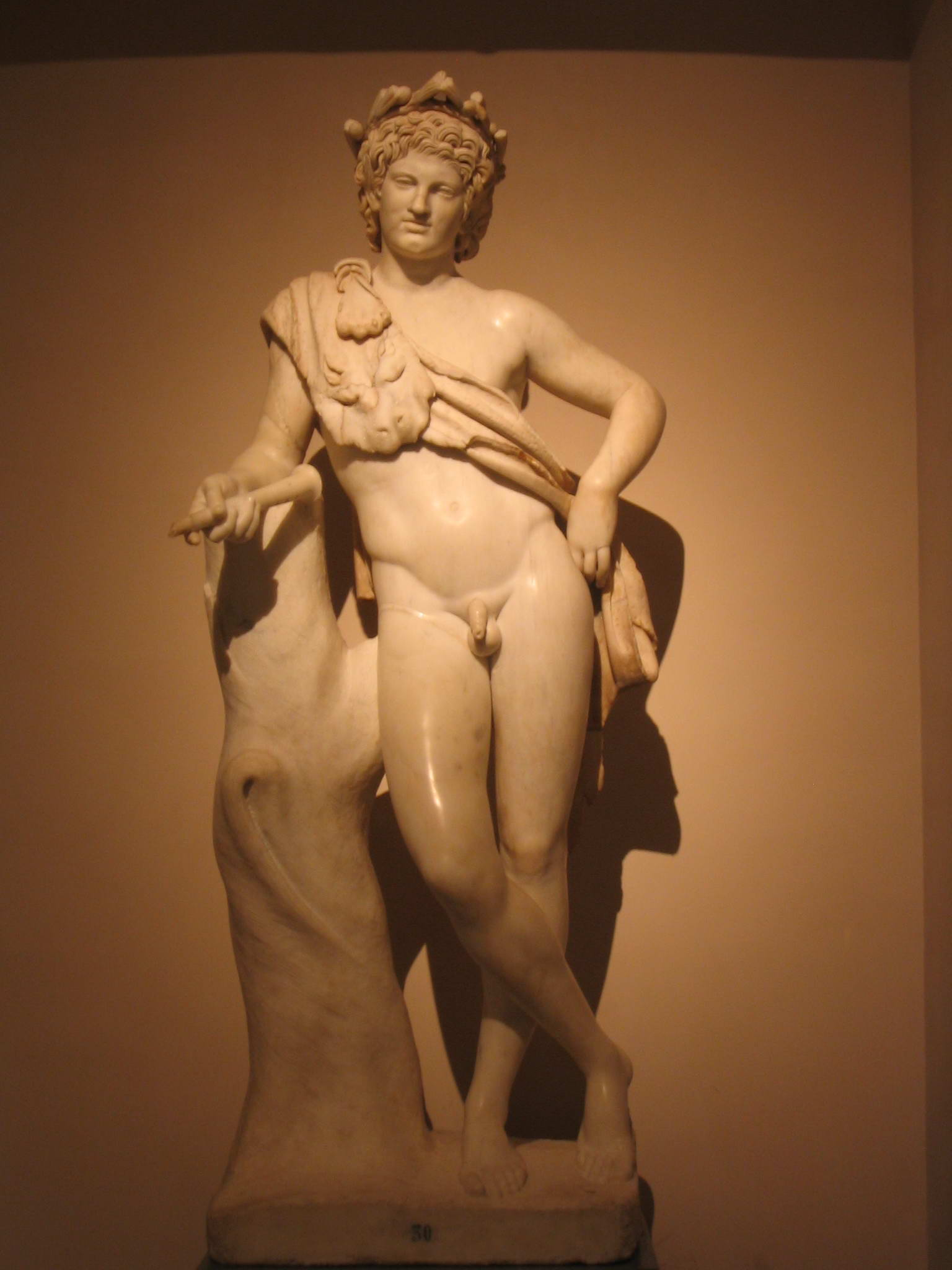
Прадо, Мадрид
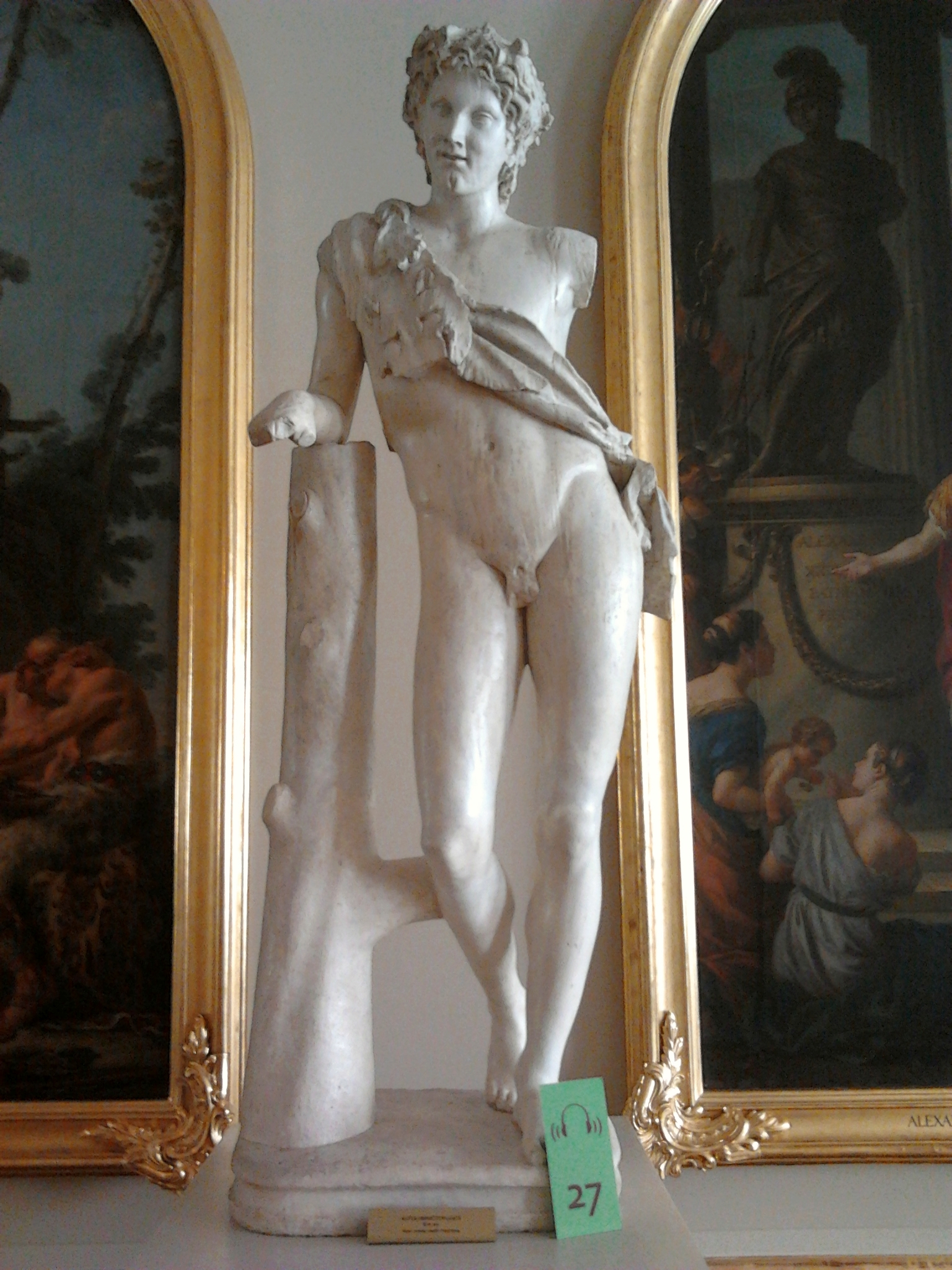
Королівський замок,Варшава
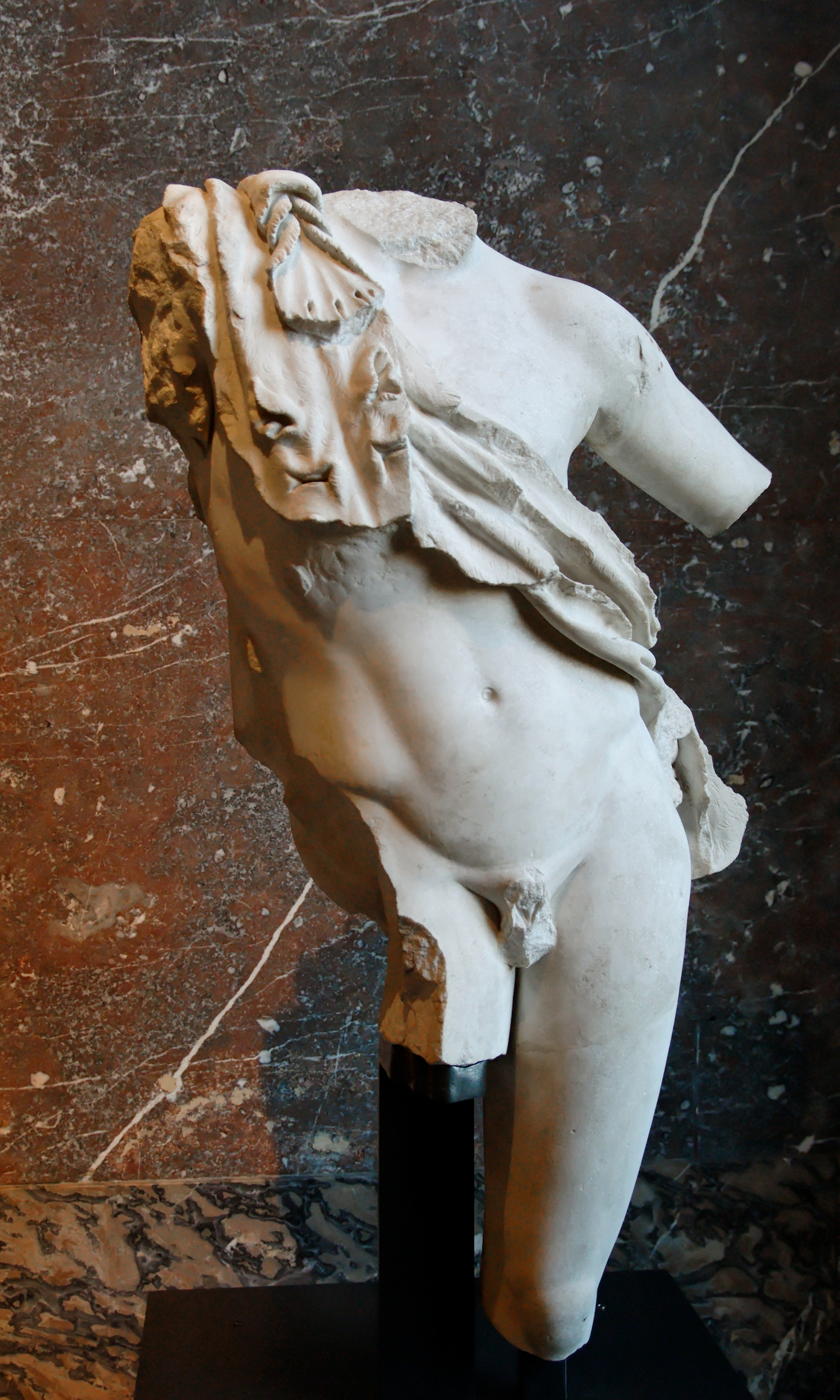
Лувр, Париж
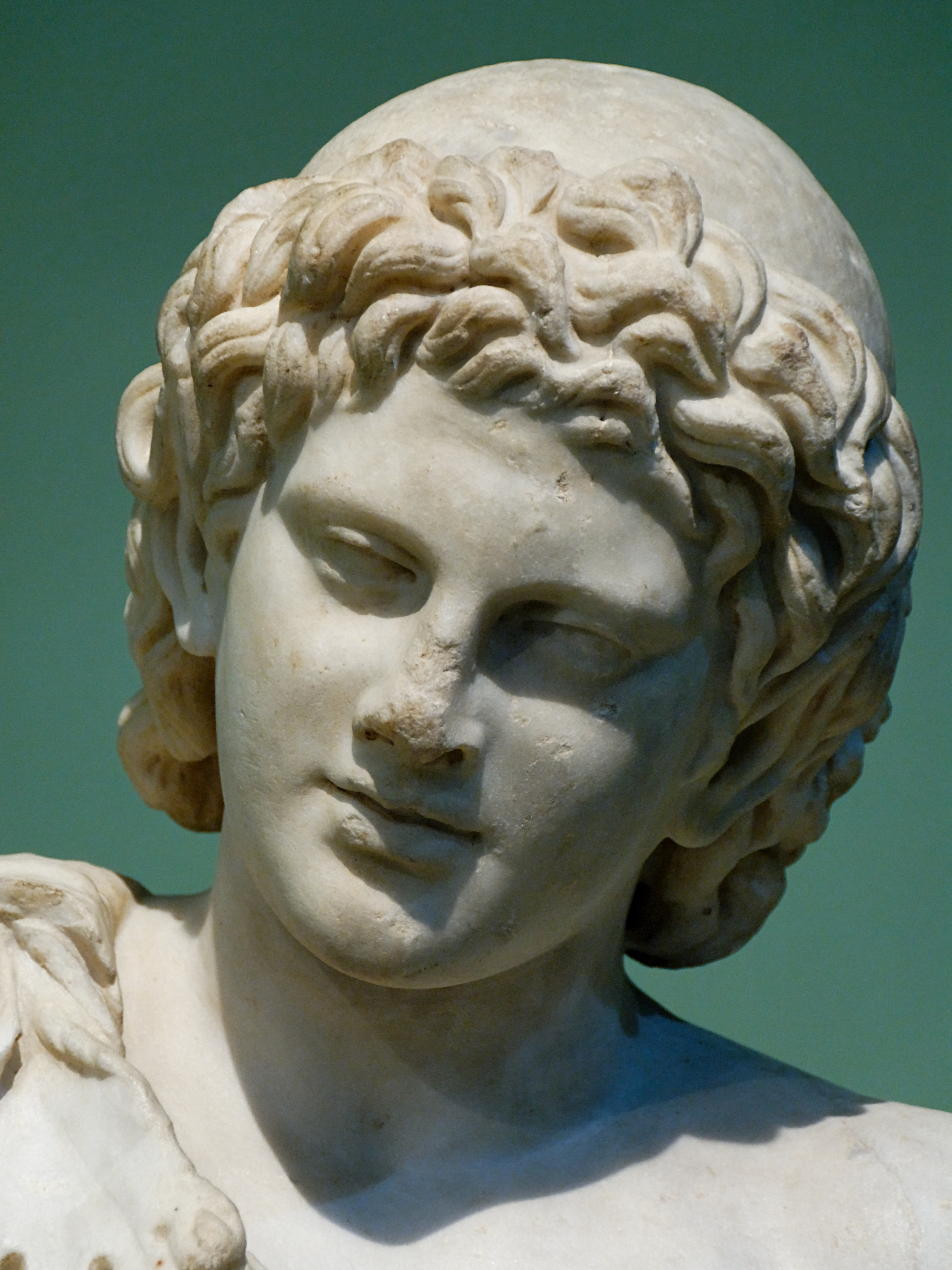
Голова сатира, Капітолійські музеї, Рим

У 1860 році американський письменник Натаніель Готорн написав роман «Мармуровий фавн» («The Marble Fawn»), захопившись колекцією Нового палацу (Palazzo Nuovo) на Капітолійському пагорбі в Римі після переїзду його родини до Італії в 1858 році. У 1996 році цей роман був адаптований в оперу на музику Еллен Бендер (Ellen Bender) і лібретто Джессіки Тредвей .